# VEKA
VEKA AG — німецька компанія в галузі розробки й виробництва віконних і дверних профілів зі спеціального високоякісного пластику, а також пластин зі спіненого ПВХ. Головне підприємство концерну розташоване в місті Зенденхорст у землі Північний Рейн-Вестфалія. За межами Німеччини дочірні виробничі підрозділи VEKA працюють у США, Канаді, Китаї, Великій Британії, Польщі, Франції, Іспанії, Бельгії, Росії, Бразилії.

## Века Україна
У вересні 2006 року був відкритий офіційний склад ТОВ «ВЕКА Україна» на території села Калинівка Броварського району Київської області.
Комерційне представництво компанії ВЕКА Україна здійснює свою діяльність як на території України, так і на території Молдавії.
Всі дочірні підприємства VEKA мають Сертифікат DIN ISO 9001:2000.
Всі профільні системи VEKA випускаються в строгій відповідності до вимог європейського стандарту в області якості — RAL, клас А.
Незважаючи на міжнародний масштаб своєї діяльності, VEKA надалі залишається сімейним підприємством, що управляється власником. Це забезпечує швидке прийняття рішень, ефективне керування, гнучкість і оперативність при вирішенні будь-яких питань.